# Daïra de Gueltet Sidi Saâd
La daïra de Gueltat Sidi Saad est une circonscription administrative algérienne située dans la wilaya de Laghouat. Son chef-lieu est situé sur la commune éponyme de Gueltat Sidi Saad.

## Géographie

### Localisation
|  |                            |  |
|  | daïra de Gueltet Sidi Saâd |  |
|  | Aflou, Brida, Aïn Mahdi    |  |

## Communes
La daïra regroupe les quatre communes de Gueltat Sidi Saad, Aïn Sidi Ali et Beidha.